# Симпайе, Жозеф
Жозеф Симпайе (рунди и фр. Joseph Cimpaye; 1932—1972) — бурундийский политик, премьер-министр Бурунди с 26 января по 28 сентября 1961 года.

## Биография
Представитель народа хуту, составляющего большинство населения страны, он в качестве лидера умеренного движения «Союз народных партий» был назначен бельгийскими колониальными властями первым главой правительства получившего автономию Бурунди, но в сентябре того же года оставил пост в результате победы на парламентских выборах радикально националистического движения UPRONA («Союз за национальный прогресс»), возглавляемого наследником престола принцем Луи Рвагасоре. Хотя Симпайе в результате удалился из политики, он был в 1972 году убит в ходе геноцида хуту, организованного после поднятого ими восстания правящим режимом тутси Мишеля Мичомберо.